# Vision Vancouver
Vision Vancouver je jedna ze tří stran, jenž má zastoupení v Městské radě Vancouveru (Vancouver City Counsil) v kanadském městě Vancouver. Strana vznikla pár měsíců před městskými volbami v roce 2005.
Vision Vancouver je středopravicová politická strana založená bývalými členy levicové COPE, kteří byli předtím zvoleni do Městské rady v roce 2002. Po těchto volbách dostali starosta Larry Campbell, radní Jim Green, Raymond Louie a Tim Stevenson od místních médií přezdívku "COPE Lite", pro jejich umírněné postoje ohledně výše daní a rozvoje města, což bylo v protikladě se zbytkem více levicových radních ("COPE Classic").
Narůstající neshody mezi těmito dvěma tábory dovedly v prosinci 2004 Campbella a jeho spojence k vytvoření nezávislé frakce v rámci COPE. Zároveň příznivci Campbella a jeho spojenců vytvořili organizaci nezávislou na COPE, kterou nazvali Přátelé Larryho Campbella - "Friends of Larry Campbell".
Tato skupina a její přívrženci nakonec vytvořili novou stranu. Nazvali ji Vision Vancouver. Ze začátku ji vedl Campbell, když oznámil, že se nebude ucházet o svoje druhé volební období a nebude opět kandidovat na starostu, vyzval Jima Greena, aby ho nahradil. Strana se v srpnu 2005 rozhodla postavit jen 5 z 10 možných kandidátů na pozici radních a nezúčastnit se voleb do školního výboru a do výboru pro správu parků.
Ve volbách do Městské rady v roce 2005 uspěli čtyři kandidáti za Vision Vancouver (Raymond Louie, Tim Stevenson, Heather Deal a George Chow), hlavní kandidát strany, Jim Green, byl poražen.